# Wetterbeeinflussung in Nordamerika
Projekte zur Wetterbeeinflussung in Nordamerika gibt es seit den 1950er Jahren. Die Regierungen Kanadas und der USA haben Programme auf diesem Gebiet genehmigt.

## Alberta Hagel-Projekt
Das ursprüngliche Alberta Hail Project war ein vom Alberta Research Council und von Environment Canada finanziertes Projekt zur Erforschung der Physik und Dynamik von Hagelstürmen, um Maßnahmen zur Unterdrückung von Hagel zu entwickeln und zu testen. Es lief von 1956 bis 1985. Wichtigstes Instrument bei dieser Forschung war ein Wetterradar am Industrial Airport in Red Deer. 1996 gründeten die Versicherer Albertas die Alberta Severe Weather Management Society (ASWMS) mit dem Ziel, ein System zur Wetterbeeinflussung zu schaffen, das Alberta Hail Suppression Project (AHSP).

## Projekt Stormfury
Das Projekt "Stormfury" war ein Versuch, tropische Wirbelstürme dadurch abzuschwächen, dass Flugzeuge hineingesteuert wurden und mit Silberiodid "impften". Die US-Regierung finanzierte das Programm von 1962 bis 1983.

## In Südkalifornien
Wetterbeeinflussung durch Wolkenimpfen hat eine lange Tradition im trockenen Süden Kaliforniens. Das Santa Barbara County impft seit den 1980er Jahren Wolken sowohl durch Maschinen am Boden und durch spezielle Wolkenimpfungs-Flugzeuge. 2016 nahm das Los Angeles County sein 2002 unterbrochenes Programm zur Impfung von Wolken wieder auf (mit bodenbasierten Maschinen).

## Heraufpumpen tiefen Meerwassers zur Kühlung der Oberfläche
Durch das Heraufpumpen kühleren Tiefenwassers vor einem herannahenden Tropensturm zum Absenken der Oberflächentemperatur könnten Hurrikane abgeschwächt werden. Der Mechanismus ist jedoch rein hypothetisch und kaum realisierbar.

## Liste von Projekten in den USA  2025
- Project Precipitation Enhancement
- Project South Texas Weather Modification Association
- Project Trans-Pecos Weather Modifciation [sic] Association
- Project West Texas Weather Modification
- Project Panhandle Groundwater Conservation[6]